# Бушуєв Андрій Миколайович

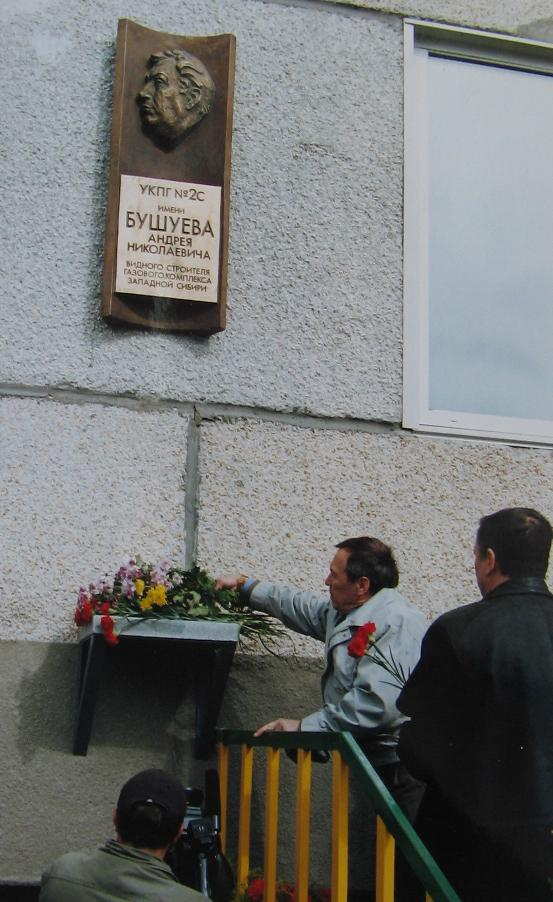
Церемонія відкриття меморіальної дошки А. М. Бушуєву 09.08.2004.

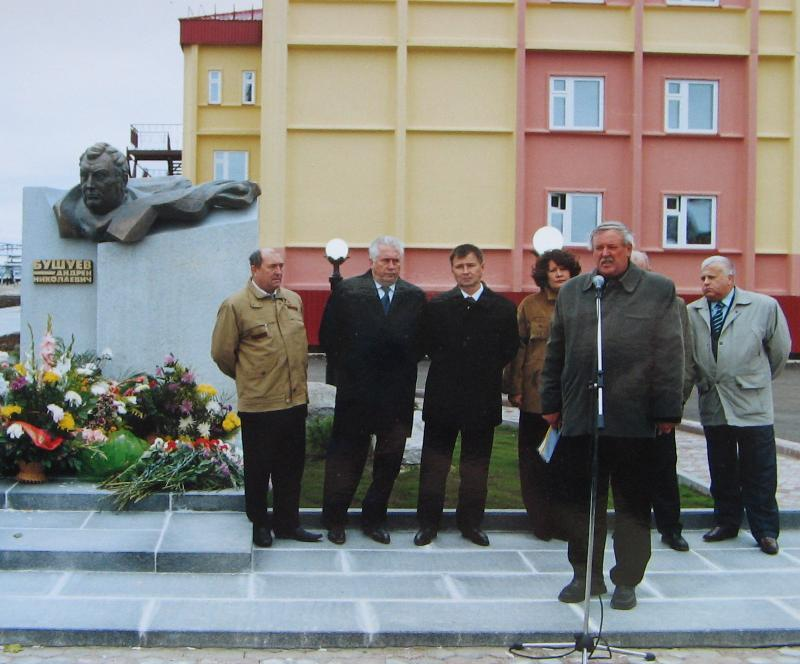
Церемонія відкриття пам'ятника А. М. Бушуєву 09.08.2004.

Андрій Миколайович Бушуєв (26 грудня 1950, Гнівань (Тиврівський район Вінницької області) — 25 червня 2003, Вільнюс, Литва) — Заслужений будівельник Російської Федерації, почесний працівник газової промисловості, керівник ряду підприємств та установ радянського періоду, з 2002 року — генеральний директор уренгойської філії ВАТ «Стройтрансгаз»; має державні нагороди, пропрацював на будівництві об'єктів газової галузі 27 років.
Закінчив Інститут нафти і газу в Івано-Франківську) за спеціальністю спорудження магістральних газопроводів, нафтобаз, нафтосховищ.
Один із піонерів освоєння газової Півночі. Ветеран газової індустрії. Увійшов у плеяду легендарних газовиків.
Раптово помер у Вільнюському кардіохірургічному Центрі після невдало проведеної операції — Коронарне шунтування. Похований у Московській області.

## Трудова діяльність
- 1976-1985 — майстер, виконроб, старший виконроб, начальник ПГО, головний інженер БУ-6 Тресту Тюменнефтегазмонтаж;
- 1985-1986 — начальник СУ-3 Тресту Уренгойгазмонтаж;
- 1987 — заступник керуючого Тресту Уренгойгазмонтаж;
- 1988-1990 — заступник начальника, начальник об'єднання КГКМ;
- 1991-1993 — керівник Тресту КГС;
- 1994-2002 — перший заступник директора уренгойської філії ВАТ «Стройтрансгаз»;
- 2002-2003 — генеральний директор уренгойської філії ВАТ «Стройтрансгаз».

## Пам'ять
- 1 серпня 2004 року у ВАТ «Газпром» за внесок А. М. Бушуєва в облаштуванні родовища «Заполярне» прийнято рішення про присвоєння установці комплексної підготовки газу № 2С ГНКМ «Заполярне» (УКПГ-2С) його імені і встановлення меморіальної дошки на цьому підприємстві.

- 9 серпня 2004 року, в День будівельника, біля вахтового житлового корпусу на Заполярному родовищі (Ямало-Ненецький автономний округ, Тюменська область) на установці комплексної підготовки газу УКПГ-2С відбулася церемонія відкриття пам'ятника А. М. Бушуєву, генеральному директорові уренгойської філії ВАТ «Стройтрансгаз» (автори монумента — скульптор Юрій Атавін і архітектор Борис Кушков). Відкриття скульптурної композиції названо подією історичною. Вперше на Крайній Півночі з'явився монумент, який по праву можна назвати пам'ятником трудової доблесті всіх будівельників.

## Родина
- Дружина — Бушуєва Людмила Петрівна (до шлюбу Бухтіярова).
- Два сини: Бушуєв Костянтин Андрійович і Бушуєв Михайло Андрійович.
- Три онуки і внучка: Бушуєв Дмитро Костянтинович, Бушуєв Олександр Михайлович, Бушуєв Андрій Михайлович і Бушуєва Юлія Костянтинівна.